# كيرميت إدوارد باي
كيرميت إدوارد باي (بالإنجليزية: Kermit Edward Bye)‏ هو قاضي أمريكي، ولد في 13 يناير 1937 في هاتون في الولايات المتحدة.

## وصلات خارجية
- كيرميت إدوارد باي على موقع إن إن دي بي (الإنجليزية)